# Drosophila stephanosi
Drosophila stephanosi este o specie de muște din genul Drosophila, familia Drosophilidae, descrisă de Tsacas în anul 2003. Conform Catalogue of Life specia Drosophila stephanosi nu are subspecii cunoscute.